# Stortjärnen (Brunflo socken, Jämtland, 700156-147270)
Stortjärnen är en sjö i Östersunds kommun i Jämtland och ingår i Indalsälvens huvudavrinningsområde.